# DB-Baureihe 406
Als Baureihe 406 werden ICE-Hochgeschwindigkeitstriebzüge bezeichnet, die zur ICE-3-Familie gehören. Es handelt sich dabei um die erste mehrsystemfähige Variante der Baureihe 403. Die je 200,84 Meter langen Triebzüge werden aus acht Wagen gebildet und wurden von 2000 bis 2025 von DB Fernverkehr, in Kooperation mit weiteren Unternehmen, im Reisezugbetrieb eingesetzt.
Insgesamt wurden siebzehn Einheiten gebaut. Die ICE-3M-Züge (darunter drei der NS International) verkehrten bis 2024 hauptsächlich nach Amsterdam und Brüssel. Von Juni 2024 bis 16. April 2025 wurden die Züge nur noch im Inlandsverkehr eingesetzt, die Fahrten nach Belgien und in die Niederlande werden seither ausschließlich von der neuen Baureihe 408 übernommen.
Sechs Züge wurden 2007 für den grenzüberschreitenden Verkehr nach Frankreich umgerüstet und als ICE 3MF (auch: Baureihe 406F) bezeichnet. Mit der Bereitstellung der Einheiten der Reihe 407 für den Frankreichverkehr wurden diese Züge 2015/16 wieder an die der bereits modernisierten Baureihe 406 angeglichen (u. a. Ersatz der französischen Zugbeeinflussungseinrichtungen durch ETCS).
Mit einer zugelassenen Höchstgeschwindigkeit von 330 km/h waren sie gemeinsam mit den Zügen der Baureihe 403 die schnellsten Reisezüge in Deutschland. Im Betrieb erreichten diese Elektrotriebzüge in Deutschland planmäßig bis zu 300 km/h. Während des Einsatzes der Triebzüge 4680–4685 auf der LGV Est européenne erreichten diese planmäßig bis zu 320 km/h.

## Geschichte

### Inbetriebnahme

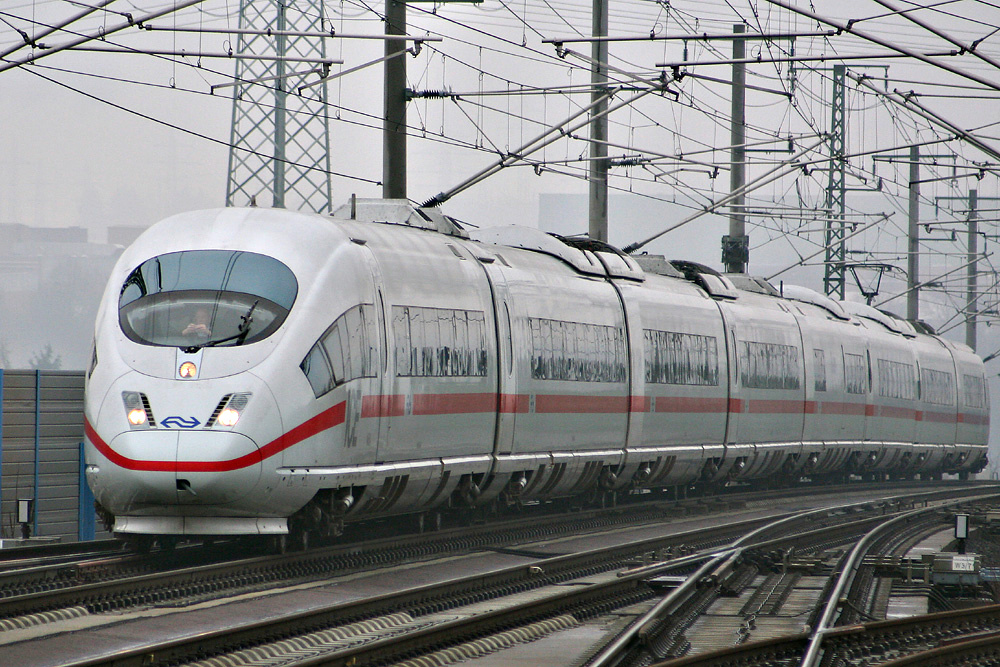
ICE 3M in Limburg Süd. Die mehrsystemfähigen Züge wurden im Verkehr mit Belgien und den Niederlanden eingesetzt.

Die Einheiten der Baureihe 406 wurden als Teil des Konzepts des ICE 3 bestellt, das seit 1994 in Auftrag gegeben wurde. Um die Netze ausländischer Bahnen befahren zu können, wurde der ICE 3M („M“ für mehrsystemfähig) entwickelt. Die Einheiten sind für diese Einsätze viersystemfähig ausgelegt und mit Fahrzeugeinrichtungen der Zugbeeinflussungen mehrerer europäischer Netze ausgerüstet.
Ursprünglich waren von der DB zehn Viersystem- (Baureihe 406) und drei Dreisystemeinheiten (Baureihe 405) bestellt worden. Die Dreisystemzüge wurden 1997 ebenfalls viersystemfähig hochgerüstet.
Ende 1995 erklärten die Niederländischen Staatsbahnen, sechs ICE-Züge zum Preis von insgesamt 210 Millionen D-Mark beschaffen zu wollen, bestellt wurden letztlich vier Einheiten. Es war der erste Auftrag für ICE-Fahrzeuge aus dem Ausland. Einer dieser Triebzüge, der Tz 4654, wurde später von der Deutschen Bahn gekauft.
Im März 1999 trafen die ersten beiden Endwagen eines ICE 3M der Niederländischen Staatsbahnen im Prüfcenter Wegberg-Wildenrath ein.
Ihren ersten Einsatz im Fahrgastbetrieb hatten die Triebzüge zwischen dem 1. Juni und 31. Oktober 2000 als Expo-Express (EXE) zur Expo 2000. Ein ICE 3M verkehrte von Amsterdam über Osnabrück nach Hannover. Anfangs standen dabei drei ICE 3M zur Verfügung. Anfang Oktober 2000 standen sechs Züge der Baureihe 406 dem Betrieb zur Verfügung.
Im November 2000 wurde der fahrplanmäßige Betrieb in die Niederlande aufgenommen. Zwischen Köln und Amsterdam wurde ein Zwei-Stunden-Takt eingerichtet, ein Zugpaar verkehrte von bzw. bis Frankfurt am Main; zwei lokbespannte EuroCity-Zugpaare blieben zunächst erhalten. Im August 2001 war die Auslieferung der ICE 3M abgeschlossen.
Am 22. Februar 2001 erreichte ein ICE 3M zwischen Berlin und Wolfsburg eine Höchstgeschwindigkeit von 355 km/h.
Für die Zulassung in der Schweiz war ein ICE-3M-Triebzug in der ersten Dezemberwoche 2000 in der Alpenrepublik unterwegs. Der Einsatz der Wirbelstrombremse, auch für Schnellbremsungen, ist dabei in der Schweiz nicht vorgesehen. Weitere Messfahrten, im Auftrag des ICE-3-Herstellerkonsortiums, zur lauftechnischen Zulassung der Reihe R, folgten zwischen dem 1. und 15. Mai 2001. Unter anderem war ein Zug auf der Gotthard-Südrampe unterwegs. Im Grauholztunnel wurden Geschwindigkeiten über 200 km/h erreicht. Ende 2001 liefen für die Zulassung der Fahrzeuge Versuchsreihen in der Schweiz, Belgien und Frankreich. Trotz Erteilung der Zulassung in der Schweiz verfiel diese ungenutzt.
Im September 2000 überquerte ein ICE 3 zu Zulassungsfahrten die Grenze zwischen Deutschland und den Niederlanden ohne Halt. Zwischen Oktober und Dezember 2001 absolvierte der Zug 4608 in Belgien ein umfangreiches Testprogramm im Bestands- und Neubaustreckennetz. Anfang 2002 begann eine weitere Testphase, bei der die Züge auch in Doppeltraktion zum Einsatz kamen. Im gleichen Jahr erhielten die Züge eine vorläufige Zulassung im 3-kV-Netz für eine Höchstgeschwindigkeit von 160 km/h. 2003 folgten erste Zulassungsfahrten im belgischen Hochgeschwindigkeitsnetz. Bei einer Testfahrt mit 270 km/h am 8. Dezember 2003 wurde dabei erstmals Schotterflug beobachtet. Am 15. Dezember 2002 begann der Einsatz im regulären Betrieb nach Belgien.
Seit 12. Dezember 2004 befahren die Züge die belgische Neubaustrecke HSL 2 mit 250 km/h. Eine Zulassung für höhere Geschwindigkeiten in Belgien ist aufgrund des Schotterflugs ohne Anpassung der Triebzüge nicht möglich. Der gesamte Zulassungsprozess in Belgien hatte sieben Jahre in Anspruch genommen.
Seit dem Fahrplanwechsel am 14. Juni 2009 verkehren die ICE 3 auch auf der HSL 3 im Osten Belgiens. Die dazu notwendige ETCS-Ausrüstung (300 kg Mehrmasse pro Endwagen) wurde ab Ende 2008 in fünf Einheiten eingebaut. Rund 70 Testfahrten wurden vor Betriebsaufnahme auf der HSL 3 absolviert. Später wurden beide HSLs ausschließlich mit dem European Train Control System befahren, wobei auf der HSL 3 zwischen Aachen und Lüttich ETCS Level 2 und auf der HSL 2 zwischen Lüttich und Brüssel ETCS Level 1 verwendet wurde.
Für den angestrebten Belgien-Einsatz mit 300 km/h und in Doppeltraktion fanden im Herbst 2010 zweiwöchige Testfahrten auf der Neubaustrecke zwischen Lüttich und Brüssel statt. Bei Fahrten in Doppeltraktion trat dabei intensiver Schotterflug auf, weshalb das Befahren der Schnellfahrstrecken in Doppeltraktion nicht gestattet ist.

### Einsatz in Frankreich (ICE 3MF)

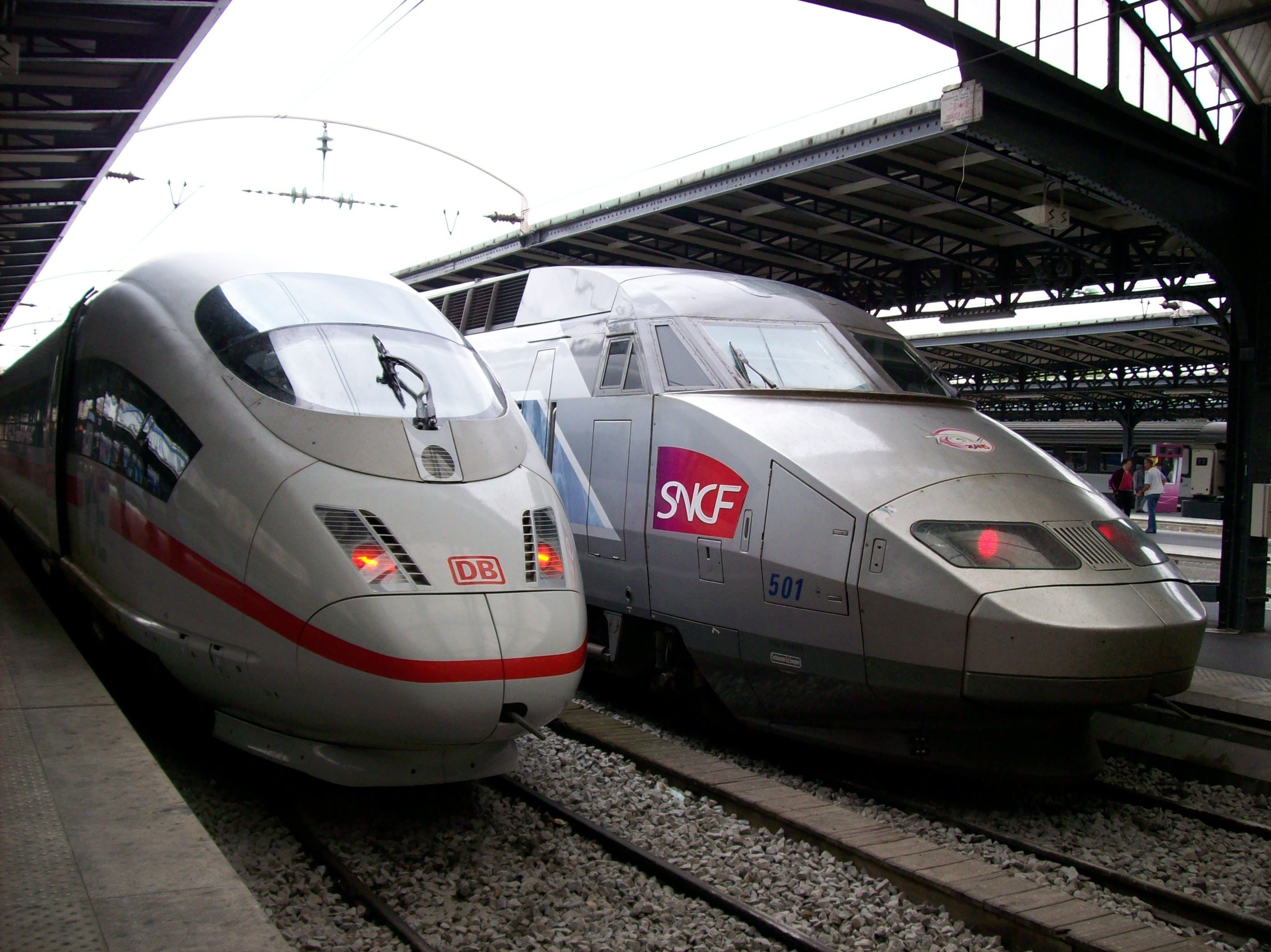
ICE 3MF und TGV im Gare de l’Est in Paris

Nach einem langwierigen Zulassungsverfahren kamen ab 2007 Züge der Baureihe 406 für den Verkehr nach Frankreich zum Einsatz. Sechs Züge waren dafür umgerüstet worden: sie wurden als ICE 3MF (auch: Baureihe 406F) bezeichnet. Ihr Einsatz endete 2016 mit der Bereitstellung der Einheiten der Reihe 407. Von den sechs ICE 3MF-Triebzügen wurden vier für den regulären Betrieb benötigt, doch standen in den ersten Betriebsjahren mehrfach nicht genügend frankreichtaugliche Einheiten zur Verfügung, um alle fünf täglichen Zugpaare zwischen Frankfurt und Paris zu fahren. Deswegen übernahmen teilweise TGV-Züge den Verkehr zwischen Frankfurt und Paris.
Erste Gespräche zur Zulassung der ICE 3 in Frankreich begannen 1995. Anpassungen in der Planungs- und Bauphase der Züge waren laut DB-Angaben aufgrund unvollständiger Angaben der französischen Eisenbahngesellschaft SNCF nur begrenzt möglich. Erst ab Ende 1999 habe sich die SNCF dem Zulassungsansinnen der Deutschen Bahn geöffnet.
Ursprünglich (Stand: 2003) war geplant, für den Verkehr auf der POS-Achse fünf zusätzliche ICE-3-Züge zu beschaffen. Diese Bestellung stand im Herbst 2004 noch aus. Die DB hatte zeitweise erwogen, fünf TGV-POS-Garnituren von der SNCF für den Frankreichverkehr zu leasen; das Geschäft war aufgrund unterschiedlicher Preisvorstellungen nicht zu Stande gekommen. Eine Entscheidung über die Umrüstung bestehender ICE-3-Züge stand zu diesem Zeitpunkt noch aus.
Die praktische Arbeit zur Zulassung von ICE-3-Triebzügen in Frankreich wurde im Jahr 2000 aufgenommen. Es wurden 14 (später 15) bilaterale Arbeitsgruppen gebildet, in denen die erforderlichen Unterlagen ausgetauscht und Erfordernisse fixiert wurden. Am 5. Juni 2000 veröffentlichte die SNCF die Zulassungsbedingungen. Im Juli 2001 erfolgten erste Testfahrten. Erstmals seit 1969 ging damit ein deutscher Fernverkehrstriebzug auf das Netz der SNCF über. Der Zug wurde zunächst von Kehl zum Rangierbahnhof Straßburg-Hausbergen geschleppt und dort mit französischen Messeinrichtungen ausgerüstet. Nach wagen- und fahrzeugtechnischen Untersuchungen (sog. dédouanement) auf einem ehemaligen Rangierbahnhof bei Nancy folgten erste Standversuche unter 25 kV sowie erste Versuchsfahrten auf der Strecke nach Réding. Im Herbst 2002 wurde der bereits zuvor verwendete Triebzug 4608 im Prüfcenter Wegberg-Wildenrath für den Einsatz in Frankreich umgebaut. Dieser Triebzug war bereits seit seiner Inbetriebsetzung ausschließlich für Erprobungen eingesetzt worden. Für Versuche in Doppeltraktion wurde der Triebzug 4605 aus dem kommerziellen Einsatz abgezogen und ebenfalls für den Einsatz in Frankreich umgebaut. In beiden Zügen wurde dabei unter anderem Fahrzeugeinrichtungen der Zugbeeinflussung TVM eingebaut und ein Not-Aus-Schlagschalter in das Führerpult integriert. Im Herbst 2002 standen beide Züge für den Versuchsbetrieb zur Verfügung. Der Zeitbedarf für die notwendigen Versuche wurde mit 26 Kalenderwochen kalkuliert.
Eine erste größere Serie von Fahrten mit den beiden umgebauten Triebzügen begann im Dezember 2002. Zunächst absolvierte dabei einer der beiden Triebzüge Test- und Zulassungsfahrten auf der Hochgeschwindigkeitsstrecke zwischen Lille und Calais. Die Wirbelstrombremsen, die vereinbarungsgemäß erst bei Geschwindigkeiten über 220 km/h zum Einsatz kommen sollten, wurden bei diesen Versuchsfahrten bis 220 km/h noch nicht getestet. Am 30. Januar 2003 erlitt Triebzug 4608 bei einer Versuchsfahrt vermutlich wegen Schnee- und Eisabwurfs Beschädigungen im Unterflurbereich, da dies intensiven Schotterflug hervorrief. Infolgedessen wurde das Versuchsprogramm für drei Monate ausgesetzt und der Zug in Deutschland repariert.
Nachdem die Kapazitäten des mit der Prüfung betrauten Agence d’Essai Ferroviaire (AEF) zwischenzeitlich anderweitig eingesetzt worden waren, verzögerte sich die Wiederaufnahme des Versuchsprogramms. Die Versuchsfahrten wurden nach der Sommerpause 2003 mit lauftechnischen Versuchen wieder aufgenommen. 14 Tage lang pendelte der Triebzug mit Höchstgeschwindigkeit zwischen Paris-Charles de Gaulle und Lille (insgesamt 720 km pro Tag). Für die angestrebte Zulassung für 320 km/h war (nach UIC-Kodex 518) die Prüfgeschwindigkeit von 352 km/h zu erreichen. Bei einer Versuchsfahrt wurden 354 km/h erreicht.
Es folgten Versuche zum Laufverhalten in engen Bögen, der Bremstechnik sowie dem Anfahrvermögen bei reduzierter Zugkraft auf Steilrampen. Versuche zur Stromabnahme in Doppeltraktion führten indes zu Problemen, die zunächst nicht gelöst werden konnten. Im Herbst 2003 wurde das Testprogramm in Frankreich für Versuche auf der belgischen Hochgeschwindigkeitsstrecke unterbrochen. Dort traten am 28. Oktober 2003 – diesmal ohne Witterungseinwirkungen – erneut Beschädigungen im Unterflurbereich der Einheit 4608 auf.
Weitere Testfahrten in Frankreich fanden wieder auf der 110 km langen Strecke zwischen Lille und Calais statt. Damit sollten die für die Zulassung notwendigen Fahrten abgeschlossen werden. Im März 2004 wurde auch dieses Testprogramm aufgrund von Schäden infolge von Schotterflug abgebrochen. Darüber hinaus waren Probleme mit der Leittechnik und den Stromabnehmern zu lösen. Bis dahin hatten die ICE-3-Züge mehr als 60 000 km bei Versuchsfahrten zurückgelegt.
Um insbesondere Ursachen und Lösungen des Schotterflug-Phänomens zu untersuchen, wurde eine weitere Messkampagne beschlossen, die vom 8. Juli bis 23. November 2005 lief. Zwischen Lille und Calais erreichten die Züge bis zu 353 km/h. Während Probleme mit den Wirbelstrombremsen gelöst werden konnten, erwiesen sich an dem Zug vorgenommene Umbauten als unwirksam.
Erst Ende 2005 beauftragte die Deutsche Bahn das Herstellerkonsortium aus Siemens und Bombardier, fünf ICE-3-Triebzüge für den Einsatz nach Frankreich auszurüsten. Das Auftragsvolumen lag bei 43 Millionen Euro, entsprechend rund 8,6 Millionen Euro pro Garnitur.
Im Zuge des mehrjährigen Testprogramms erfolgten sukzessive zahlreiche Anpassungen an den Triebzügen. Waren zunächst zwei Triebzüge im Einsatz, war es später noch einer. Ende Februar 2006 wurde der erste Triebzug (4605) ins Siemens-Werk Krefeld überführt, um dort für den Frankreich-Verkehr umgerüstet zu werden.
Das Test- und Zulassungsverfahren dauerte bis Anfang 2007; die letzte Testfahrt bei Hochgeschwindigkeit erfolgte am 8. März. Der Triebzug 4605, welcher bereits für Test- und Zulassungsfahrten verwendet worden war, wurde als erster Zug bei Bombardier in Hennigsdorf und im Bahnbetriebswerk Krefeld-Oppum zum ICE 3MF umgebaut. Die Inbetriebsetzung erfolgte im Prüfcenter Wegberg-Wildenrath. Neben zahllosen Änderungen an der Fahrzeugtechnik wurden die Züge für den Frankreich-Verkehr unter anderem mit Knallkapseln, Warnleuchten, roten Flaggen und Fackeln zum Stoppen entgegenkommender Züge ausgerüstet, ein Abteil im Wagen 27 für das Anketten von Fahrgästen durch Polizisten. Um die notwendige Technik unterzubringen, wurde die Sitzplatzzahl um sechs reduziert. Mit der Umrüstung verloren die Züge die Zulassung für das belgische Streckennetz, jedoch durften sie weiter in den Niederlanden verkehren (Stand: Januar 2012).
Aufgrund vieler Unterschiede in Technik und Philosophie zwischen dem deutschen und dem französischen Eisenbahnsystem gab es zahlreiche Probleme bei der Zulassung der Züge in Frankreich. Die Tests zogen sich über sechs Jahre beziehungsweise über 120 000 km Testfahrten hin. Das Zulassungsverfahren hatte bis Herbst 2005 insgesamt 28 Millionen Euro gekostet, davon über eine Million Euro Übersetzungskosten. In den Kosten von 28 Millionen Euro sind auch Maßnahmen für die Belgien-Zulassung enthalten. Zwischen den ersten Studien und der Zulassung lagen damit 14 Jahre. Insgesamt legten die beiden ICE-3-Triebzüge während der Testfahrten mehr als 100 000 Kilometer zurück.
Aus Kostengründen wurde auf eine Zulassung für das französische 1,5-kV-Netz trotz entsprechender Ausrüstung der Triebzüge ebenso verzichtet, wie auf eine Zulassung für den Betrieb in Doppeltraktion in Frankreich. Aus politischen Gründen wurde auch die Möglichkeit eines fliegenden Systemwechsels zwischen Frankreich und Belgien nicht implementiert.
Am 31. Mai 2007 wurde die Zulassung für den Verkehr der ICE 3MF auf ausgewählten 25-kV-Strecken in Frankreich von der französischen Zulassungsbehörde EPSF erteilt.
Ab dem 10. Juni 2007 verkehrten die umgerüsteten Triebzüge, die als ICE 3MF („MF“ für Mehrsystem Frankreich) bezeichnet wurden, zwischen Frankfurt und Paris. Sie erreichten dabei auf der LGV Est eine Geschwindigkeit von 320 km/h, die höchste von einem ICE-Triebzug im planmäßigen Reisezugverkehr erreichte Geschwindigkeit. Zur Betriebsaufnahme am 10. Juni 2007 hatten sieben Triebfahrzeugführer der Deutschen Bahn die Fahrberechtigung für den Frankreich-Verkehr erworben.
Der Umbau der sechs bisher bei der Deutschen Bahn im Fahrgastbetrieb laufenden ICE-3M-Garnituren zu ICE 3MF war im Herbst 2007 abgeschlossen. Für den Einsatz auf dem Streckennetz in Frankreich wurden die Triebzüge 4605, 4606, 4608, 4609, 4612 und 4613 umgerüstet und anschließend in die Nummern 4680, 4683, 4681, 4682, 4684 und 4685 umgezeichnet.

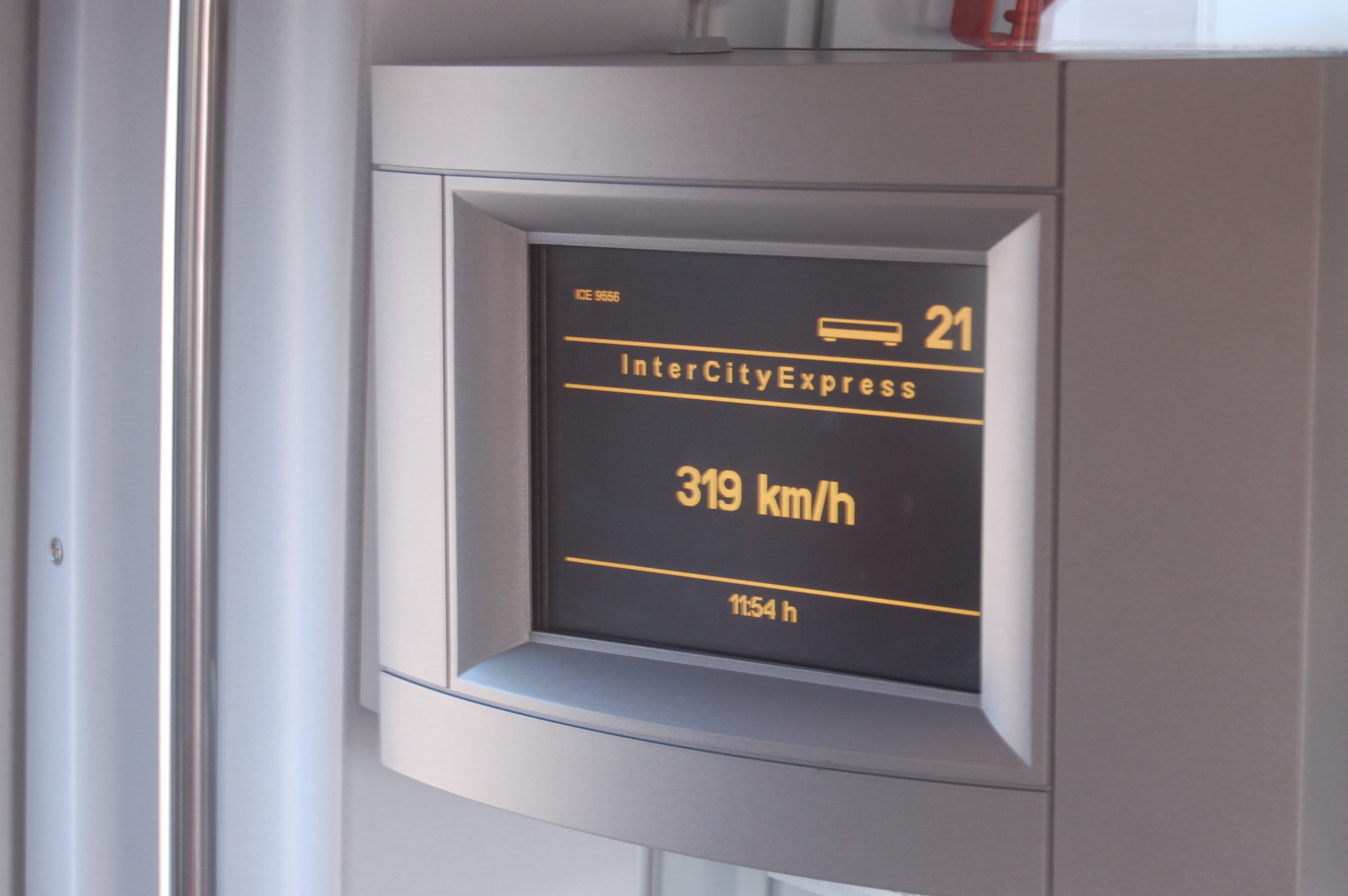
Fahrgastinformationssystem bei Höchstgeschwindigkeit auf der LGV Est européenne Richtung Paris

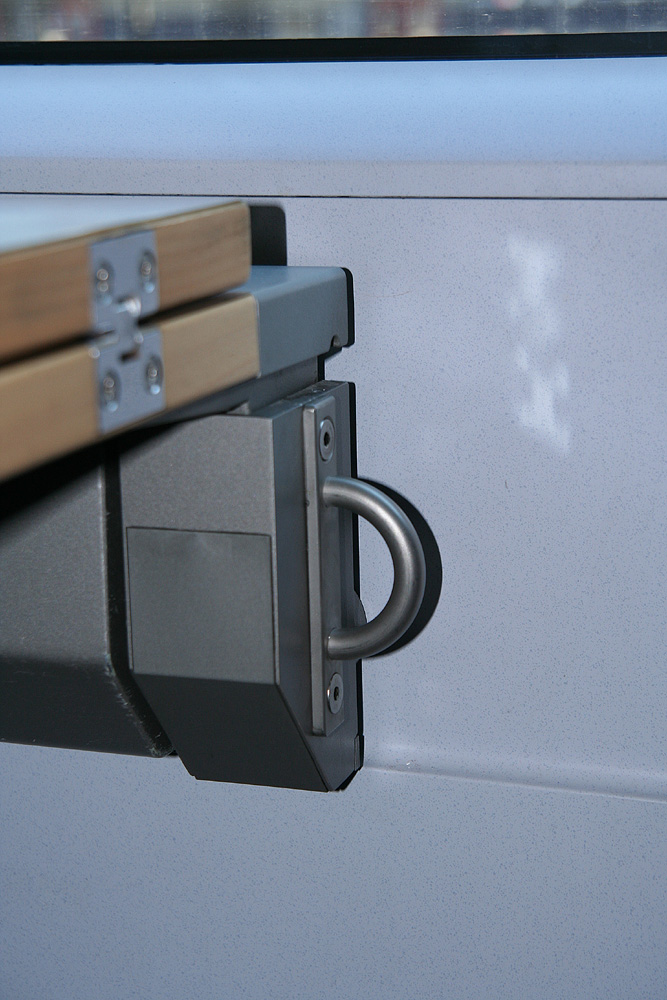
Zusätzlich angebrachte Öse zum Anketten von Personen durch die Polizei

In den ersten Betriebsmonaten überhitzten sich mitunter die Transformatoren der Züge, was zu einigen Zugausfällen führte, bis dieses Problem mit geänderten Isoliermaterialien gelöst wurde. Die Triebzüge wurden bis zum Fahrplanwechsel Ende 2007 umgerüstet.
Von den sechs ICE 3MF-Triebzügen wurden vier für den regulären Betrieb benötigt. Nach einem Unfall bei Paris kam es daher zu Engpässen, da ab Juni 2008 an manchen Tagen nicht genügend frankreichtaugliche Einheiten zur Verfügung standen, um alle fünf täglichen Zugpaare zwischen Frankfurt und Paris zu fahren. Deswegen übernahmen teilweise TGV-Züge den Verkehr zwischen Frankfurt und Paris, teilweise verkehrten zwischen Frankfurt und Saarbrücken Ersatzzüge, die dort Anschluss an TGVs hatten. Auch im Herbst und Winter 2008/2009 kam es zu zahlreichen Ausfällen; wieder fuhren TGV-Züge als Ersatz für nicht betriebsbereite ICE-Einheiten.
Ab 20. April 2009 wurde einer der bis zu fünf täglichen Züge durch einen TGV ersetzt. Als Grund gab die Deutsche Bahn verkürzte Ultraschall-Prüfintervalle an. Anfang 2010 hatte die DB nach Angaben der SNCF zwei TGV gemietet, um den Verkehr zwischen Frankfurt am Main und Paris aufrechtzuerhalten, nachdem die ICE 3MF teilweise nicht einsatzfähig waren oder anderweitig gebraucht wurden; von fünf täglichen Zugpaaren wurde zwischen Mitte Januar und Mitte Februar 2010 nur eines mit ICE bedient. Die freigesetzten Mehrsystemzüge minderten demnach ICE-3-Engpässe im Binnenverkehr.
Die Züge wurden in Frankreich nur für Einfachtraktion (Halbzug) zugelassen. Im Sommer 2009 sollte das Zulassungsverfahren für den Verkehr in Doppeltraktion beginnen.
Zur Vorbereitung möglicher Verkehre nach London, die letztlich nie realisiert wurden, absolvierte am 19. Oktober 2010 ein ICE 3M Testfahrten im Eurotunnel.
Seit der Bereitstellung der Baureihe 407 für den Frankreichverkehr im Jahre 2016 wurden die ICE 3MF 2015/16 wieder an die bereits modernisierte Baureihe 406 angeglichen (u. a. Ersatz der französischen Zugbeeinflussungseinrichtungen durch ETCS). Sie waren Anfang 2017 alle mit Zulassung für Belgien im Einsatz, welche im Gegensatz zur Zulassung in den Niederlanden beim Umbau zum ICE 3MF verfallen war.
Zudem wurden die ICE 3MF mit ETCS für Fahrten nach Belgien und in die Niederlande umgerüstet. Bei dieser Modernisierung wurde u. a. aus Platzmangel das französische TVM durch den ETCS-Fahrzeugrechner ersetzt, ohne jedoch TVM als STM anzuschließen. Sie verloren damit ihre bisherige Zulassung für Frankreich.

### ETCS-Ausrüstung
Im November 2006 schrieb die Deutsche Bahn die ETCS-Ausrüstung von zehn der 17 Einheiten aus. Im April 2008 wurde der Auftrag im Wert von 14 Millionen Euro vergeben. Eine Option zur Ausrüstung der restlichen Flotte war vorgesehen. Die Notwendigkeit der Ausrüstung der im Belgienverkehr eingesetzten Züge ergab sich aus der Inbetriebnahme der belgischen Hochgeschwindigkeitsstrecke HSL 3 im Juni 2006. Erst waren vier Züge mit ETCS-Fahrzeugeinrichtungen ausgerüstet worden, ein fünfter folgte später. Die Umsetzung erfolgte zunächst minimalistisch als Standalone-System mit eingeschränkter Funktionalität. Aufgrund des begrenzten Platzes und des notwendigen vollen Erhalt des Sitzplatzangebotes gestaltete sich die Nachrüstung des ETCS-Systems schwierig. Die ETCS-Ausrüstung wurde im Führerraum, im Bereich der bisherigen Mülleimer in den Endwagen sowie auf dem Dach der Fahrzeuge untergebracht.
In einer zweiten Projektphase wurde Ende 2009 die Ausrüstung der Züge mit vollständig integrierten ETCS-Fahrzeugeinrichtungen beauftragt. Damit werden unter anderem Wechsel zwischen ETCS und anderen Zugbeeinflussungssystemen während der Fahrt möglich. Der erste Zug wurde Anfang 2011 umgerüstet, die Zulassung für den ETCS-Betrieb für Belgien, Deutschland und die Niederlande erfolgte im April 2013. Bis Dezember 2013 erhielten vier Triebzüge, die im Rahmen der ersten Stufe noch nicht mit ETCS ausgerüstet waren, das Zugbeeinflussungssystem.
Nach dem Planungsstand von 2006 sollten ab Ende 2010 die ICE 3MF ETCS-geführt die LGV Est befahren. Die Umrüstung der Frankreich-Züge wurde zurückgestellt, bis die neuen ICE 3 (Baureihe 407) im Frankreich-Verkehr eingesetzt werden konnten.

### Innerdeutscher Einsatz seit 2024
Am 10. März 2021 gab DB Fernverkehr bekannt, kein Redesign an den Triebzügen vorzunehmen und sie ab Ende 2025 auszumustern. Als Ursache wurden anhaltende technische Probleme, insbesondere im Gleichstromteil der Züge, genannt. Als einziger Triebzug hatte der 4651 ein Redesign durchlaufen. Im Verkehr nach Belgien und in die Niederlande wurden die Triebzüge Mitte Juni 2024 durch Einheiten der Baureihe 408 (ICE 3 neo) abgelöst, die seit Ende 2022 ausgeliefert werden. Die Triebzüge der Baureihe 406 werden seitdem nur noch im Inlandsverkehr eingesetzt. Im Jahr 2024 wurde mit der Ausmusterung und Verschrottung mehrerer Triebzüge der Reihe 406 begonnen, zum Jahreswechsel befanden sich noch 13 Einheiten im innerdeutschen Einsatz. Alle weiteren Triebzüge wurden bis April 2025 ausgemustert.
Seit März 2025 bietet die Deutsche Bahn die Triebzüge der Baureihe 406 zum Verkauf an.
Am 12. April 2025 fand eine Abschiedsfahrt als ICE 13406 von Hannover Messe/Laatzen nach Amsterdam und von dort aus als ICE 25 nach Frankfurt statt. Zum Einsatz kamen die Triebzüge 4601 „Europa“ und 4651 „Amsterdam“.
Die letzten planmäßigen Einsätze der Baureihe 406 waren am 16. April 2025.

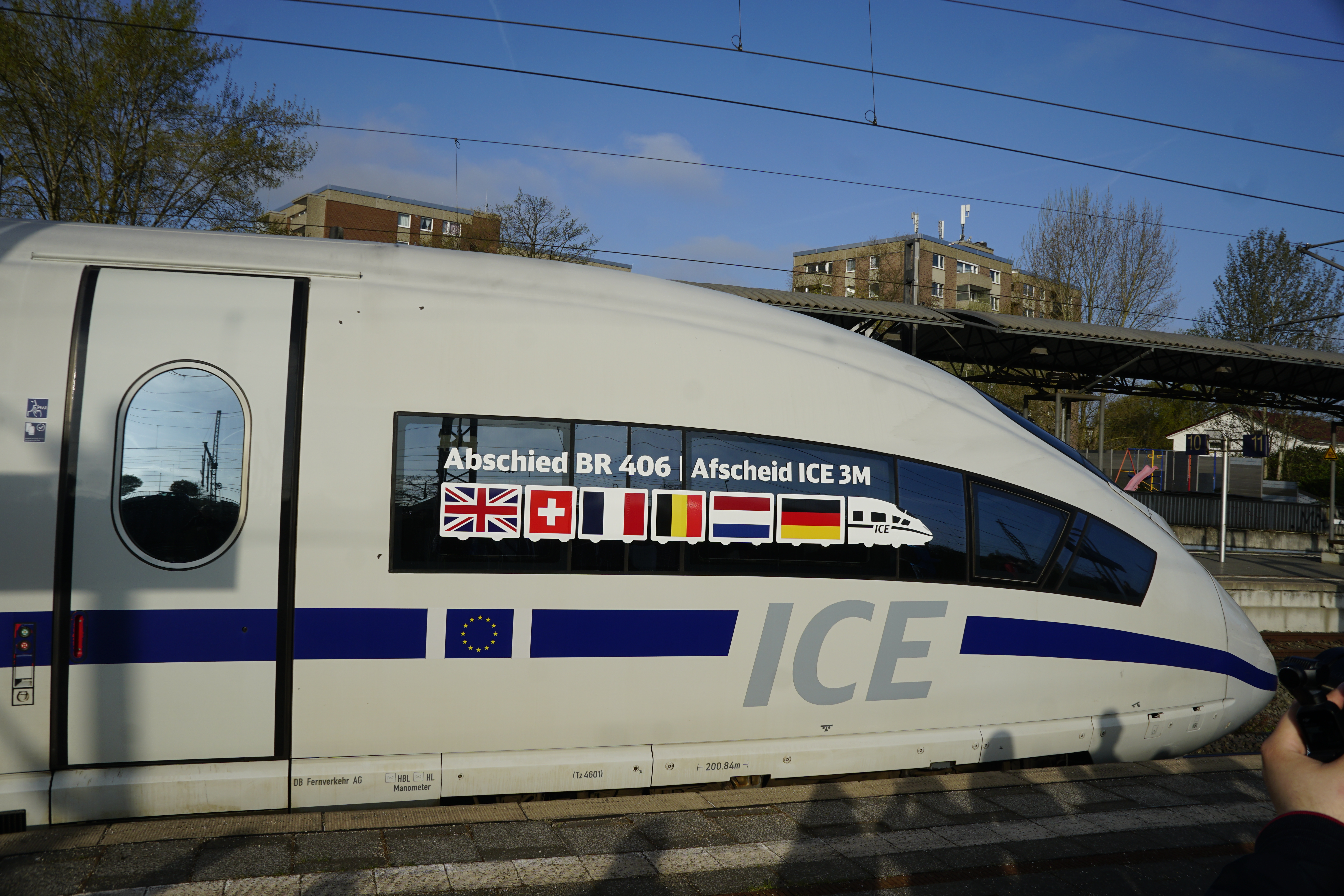
406 001 steht bereit zur Abschiedsfahrt in Hannover Messe/Laatzen nach Amsterdam Centraal

## Aufbau und Technik

### Allgemein

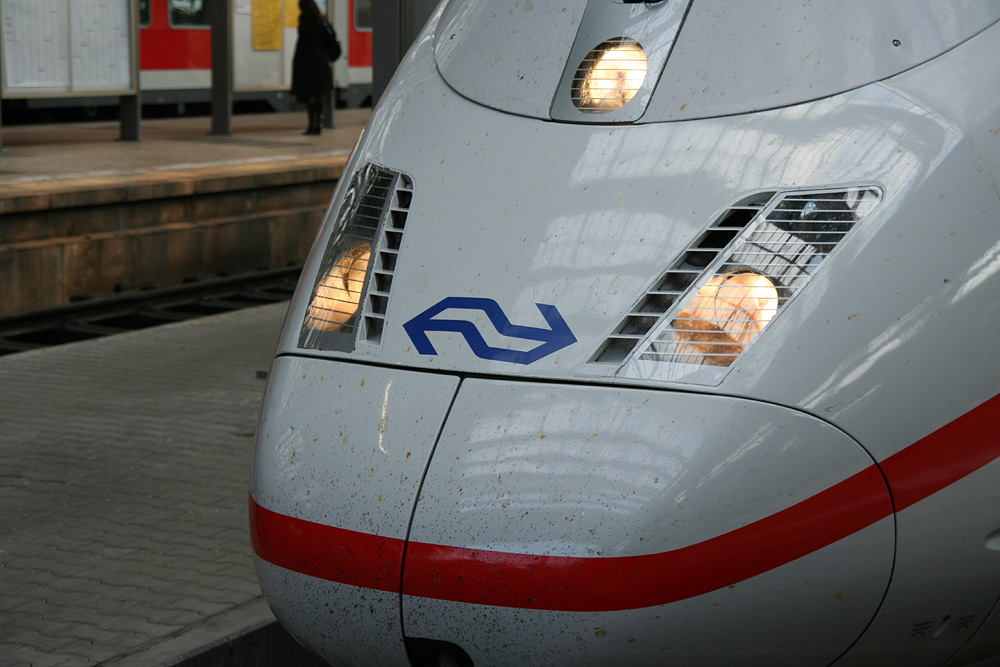
Logo der NS International auf einem ICE 3M. Die Gesellschaft hatte vier dieser Züge erworben.

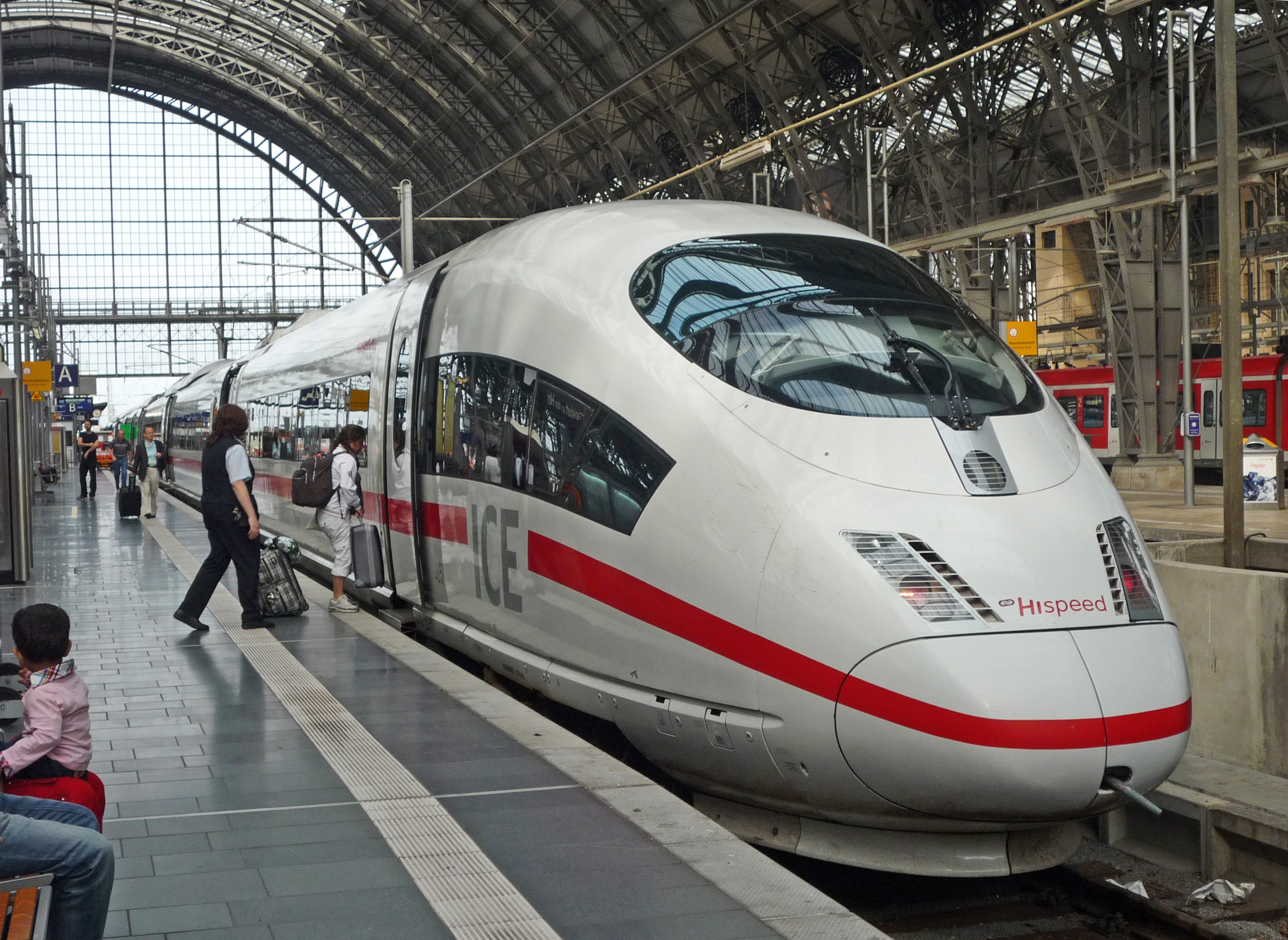
Niederländischer ICE 3M in Frankfurt (Main)

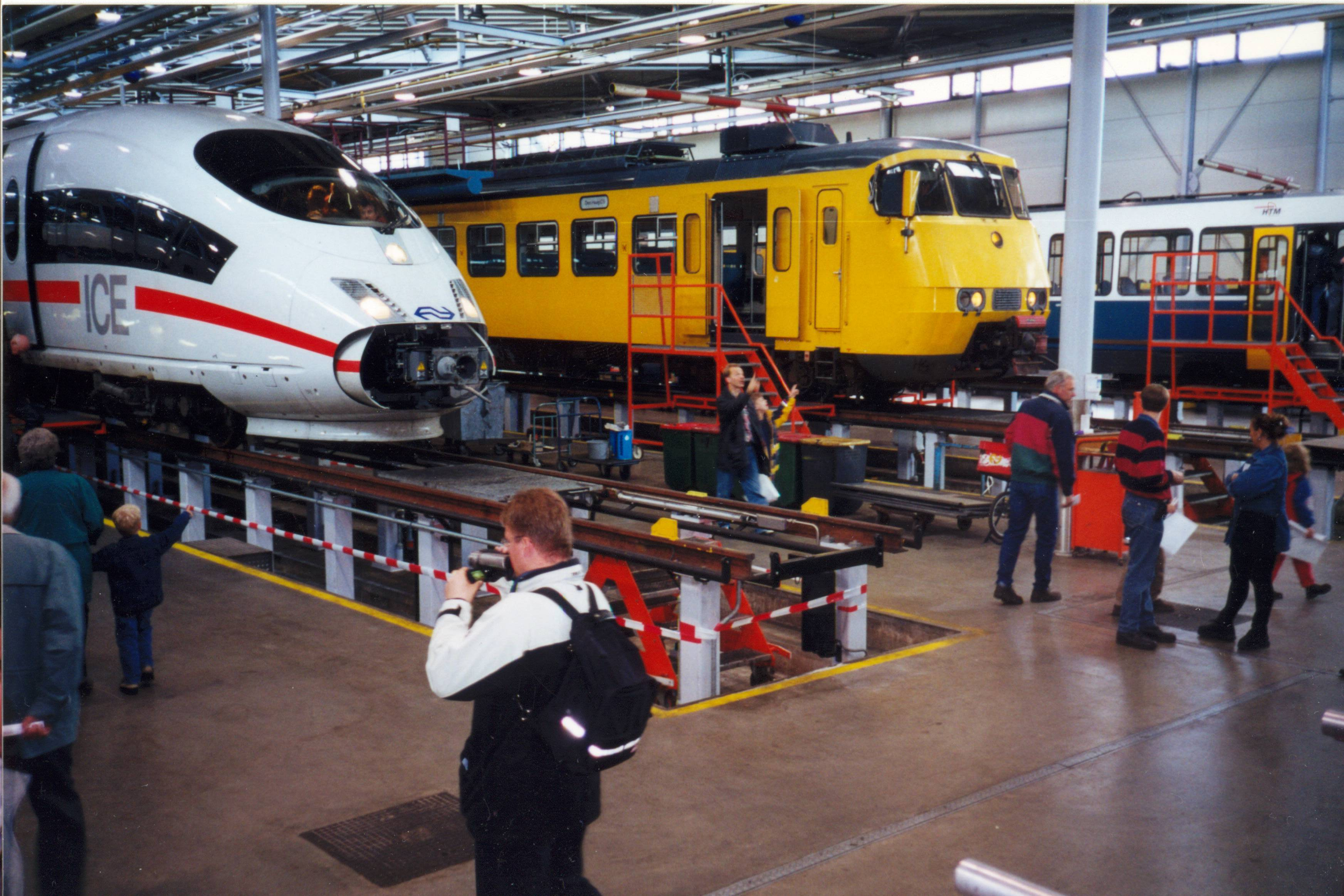
ICE 3M in einem Betriebswerk der Niederländischen Staatsbahn

Der Aufbau der ICE 3M gleicht weitestgehend dem der ICE 3. Dem Endwagen erster Klasse mit der Reservierungsnummer 29/39 folgt ein Mittelwagen 28/38 (ebenfalls erste Klasse), ein Wagen 27/37 (zweite Klasse) und 26/36 (Bordrestaurant), dahinter die Wagen 25/35 bis 21/31 (ohne 24/34) der zweiten Klasse. Um die Komponenten der ICE 3M für den internationalen Einsatz in den Wagen unterzubringen, mussten einige Sitzplätze Schaltschränken in den Fahrgasträumen weichen. Daher verfügt eine Einheit über weniger Sitzplätze als die nationale Ausführung. Bei Auslieferung verfügten die Züge über 136 Sitzplätze in der ersten sowie 244 in der zweiten Klasse (fünf beziehungsweise sechs Plätze weniger als in einem ICE 3); das Restaurant umfasste 24 Sitzplätze. Die Sitzplatzzahl wurde durch einen Umbau später verändert.
Jeder Endwagen bildet mit den folgenden Mittelwagen eine Traktionseinheit. Die Endwagen und die jeweils dritten Wagen laufen auf je zwei Triebdrehgestellen, die zweiten Wagen den Haupttransformator und die dritten die Stromrichter. Damit sind 16 der 32 Radsätze einer Einheit Treibradsätze.
Eine Einheit ist mit sechs (zwei mal drei) Stromabnehmern ausgestattet und für folgende Netze geeignet:
- Wagen 2 und 7: Typ DSA380D (analog ICE 3) mit einer Palettenbreite von 1950 mm für die 15-kV-Strecken in Deutschland und Österreich und die mit 25 kV Wechselspannung elektrifizierten Strecken in den Niederlanden
- Wagen 3 und 6: Typ DSA350G für die Gleichspannungsnetze in den Niederlanden (1,5 kV) und Belgien (3 kV)
- Wagen 4 und 5: Typ DSA380F mit einer Palettenbreite von 1450 mm für die mit 25 kV Wechselspannung elektrifizierten Strecken in Frankreich und das Schweizer Netz mit 15 kV

Die Mehrzahl der zusätzlichen Komponenten, beispielsweise Drosseln und Schaltelemente, wurde in die Trafowagen eingebaut. Die Gleichstrom-Zwischenkreise und Pulswechselrichter werden wie unter Wechselstrom betrieben.
Mit voll funktionsfähigen Bremsen verfügen die Triebzüge über 189 Bremshundertstel (Bremsstellung R+WB) bzw. 155 Bremshundertstel (Bremsstellung R).
Die im Bahnbetriebswerk Amsterdam Watergraafsmeer der NedTrain beheimateten Züge der NS International unterscheiden sich nur äußerlich von den Mehrsystem-ICE-3 der DB Fernverkehr: Anstatt des DB-Logos tragen die Züge das Logo der NS International an Bugklappe und entlang des Zierstreifens. Der Speisewagen trägt statt der roten Aufschrift BordRestaurant beziehungsweise BordBistro den blauen Schriftzug Bistro (niederländisch Bord bedeutet auf Deutsch Teller).

### Umrüstung als ICE 3MF

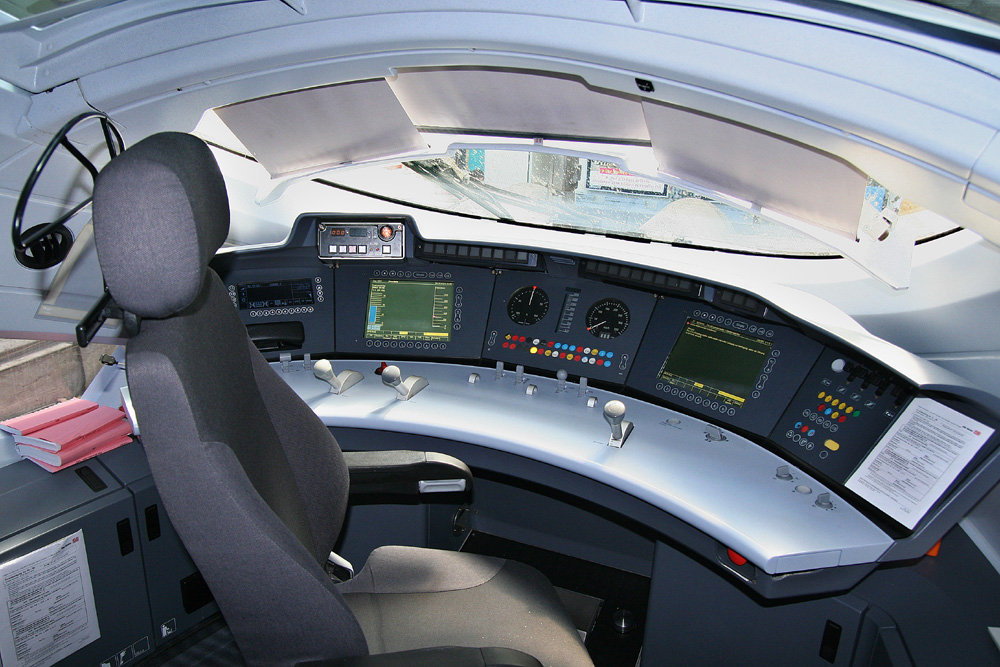
Führerstand eines ICE 3MF mit Anzeigen für die TVM unter der Blende des Führerpults

In beiden Endwagen der ICE-3MF-Triebzüge nehmen je zwei neue Geräteschränke die Ausrüstung für das Zugbeeinflussungssystem TVM und das Fahrtenregistriergerät ATESS auf. In der ersten Klasse wurden dazu zwei, in der zweiten vier Sitzplätze entfernt. Die Ausrüstung für das im französischen Altnetz zum Einsatz kommende Zugbeeinflussungssystem KVB wurde in einem bestehenden Schrank (ATBL) eingebaut. Antennen und Balisen der französischen Zugbeeinflussung wurden unterflur angebracht. An den Trafowagen 2 und 7 wurden drei Messradsätze für das ATESS eingerichtet. Ein neuer Elektronikschrank im Wagen 4 (Bistro) und einer im Wagen 5 nehmen Sibas-Steuereinrichtungen für das Dachleitungs-Fehlererfassungsgerät (DFG) auf. Dieses System dient der Erkennung von Fehlerströmen auf der Hochspannungsdachleitung im französischen Netz (bei gehobenem SNCF/SBB-Stromabnehmer). Überschreiten die Fehlerströme einen Grenzwert, wird die Dachleitung zwischen den beiden Zughälften (Trainsets) getrennt, der zugehörige Stromabnehmer gesenkt und gegen erneutes Anheben gesperrt. Für das System wurden zusätzliche Fehlerstrom- und Dach-Spannungswandler nachgerüstet. Im Zuge der Umrüstung mussten die Isolier- und Kühlmittel der Haupttransformatoren ausgetauscht werden.

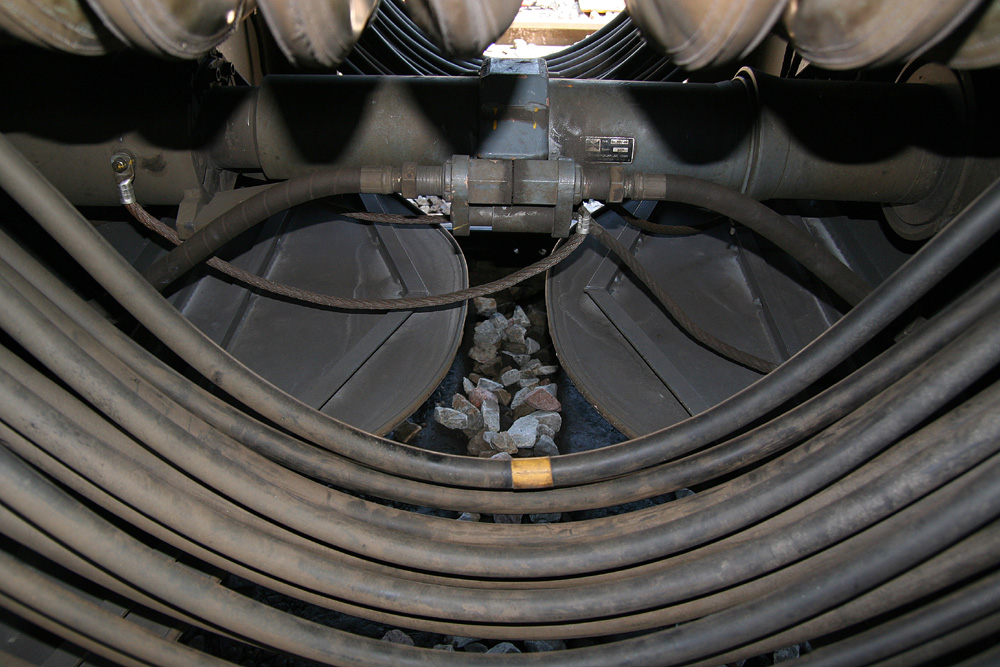
Durch zusätzlich angebrachte Windleitbleche wurde der Spalt zwischen den Wagenübergängen verringert.

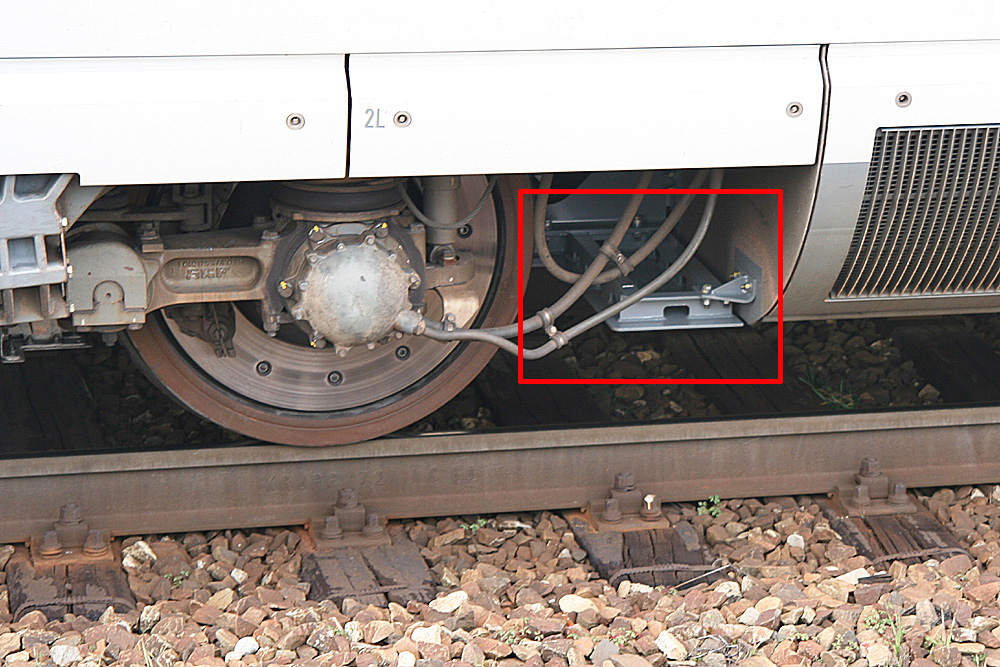
Zusätzliches Windleitblech (rot markiert) am ICE 3MF im Bereich des Drehgestells zur Vermeidung von Schotterflug

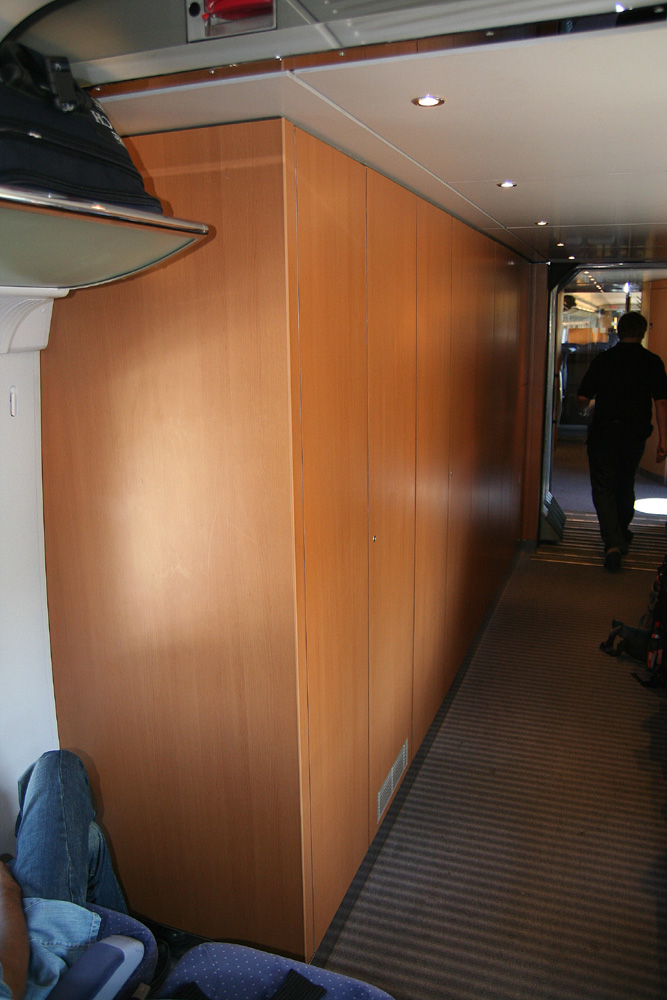
Zusätzlich eingebauter Schaltschrank, der die französische Zugbeeinflussung TVM enthielt

Um Schäden durch Schotterflug bei hohen Geschwindigkeiten zu vermeiden, werden die Züge im Rahmen der Frankreich-Umrüstung aerodynamisch optimiert. An kritischen Stellen – im Bereich der Wagenübergänge, dem Übergang vom Drehgestell zur Wagenmitte sowie unterhalb der angetriebenen Drehgestelle – wurden dabei Luftleitbleche und Kunststoffabdeckungen nachgerüstet. Diese sollen kritische empfindliche Komponenten (Antrieb, Getriebe, Kabelpeitschen) schützen und tornado-ähnliche Luftdruck-Verwirbelungen Richtung Schotterbett vermeiden.
Die Führerstände erfuhren im Zuge der Frankreich-Umrüstung ebenfalls zahlreiche Änderungen. Die Türen zu beiden Führerräumen wurden von innen mittels eines Knaufzylinders verriegelbar gemacht; im Notfall ist selbst bei verschlossener Tür ein Öffnen durch Betätigung der Türklinke möglich. Das Kofferzugfunkgerät für GSM-R wurde durch ein Gerät aus der Baureihe 403 (Typ MESA 23) ersetzt. Die neuen Systeme machten den Einbau von sieben neuen Störschaltern erforderlich. Die Führerpulte erhielten im Rahmen der Frankreich-Umrüstung ebenfalls zahlreiche Veränderungen. So leitet ein neuer, bei Betätigung einrastender Schlagschalter im linken Bereich des Pults bei Bedarf eine Schnellbremsung ein. Im linken oberen Bereich wurden Anzeige- und Bedieneinrichtungen für die Zugbeeinflussungssysteme KVB und RSO eingerichtet. Anzeige- und Bedieneinrichtungen des französischen Zugbeeinflussungssystems TVM wurden mittig oberhalb des Führerpults eingebaut. Zwei CAB-Anzeigen zu je neun Leuchtfeldern geben die Informationen der beiden TVM-Rechnerkanäle wieder und sind in je drei dreiziffrige Blöcke unterteilt: Zulässige Höchstgeschwindigkeit (Vitesse limite), Ankündigungsgeschwindigkeit (Vitesse d’annonces) und Ausführungsgeschwindigkeit (Vitesse d’exécution). Im Regelbetrieb werden auf Kanal A, links der Mitte, die Führungsgrößen anzeigt. Nur im Störungsfall der Leuchtelemente auf Kanal A erfolgt eine Anzeige auf dem mittig rechts dargestellten Kanal B. Weiter rechts werden weitere Informationen dargestellt, beispielsweise zu Phasentrennstellen. Unterhalb dieser Anzeigen finden zusätzliche Bedien- und Prüfelemente der Zugsicherungssysteme Platz. Am rechten Rand des Führerpults, oberhalb der bisherigen Bedienelemente und Anzeigen der ATBL, wurden Prüfschalter der TVM sowie ein Leuchtdruckschalter für das Warnsignal SAL angebracht.
Die Leittechnik des Zuges sowie die Überwachung des Lokführers auf Dienstfähigkeit wurden ebenfalls um weitere Funktionen ergänzt. So setzt im französischen Netz ein sogenannter Sifa-Funknotruf 30 Sekunden nach Ansprechen der Sicherheitsfahrschaltung (Sifa) automatisch einen Notruf ab. Zeitgleich wird, ebenfalls durch den Lokführer manuell auslösbar, das Warnsignal SAL (Signal Alerte Lumineux) aktiviert; dabei blinken die unteren beiden Lampen des Dreilicht-Spitzensignals zyklisch, die obere Lampe leuchtet mit Ruhelicht. Das Verfahren bei möglicher Dienstunfähigkeit des Lokführers entspricht dem französischen Sifa-Pendant VACMA.
Über die Zugbeeinflussung TVM werden darüber hinaus bei Phasentrennstellen automatisch die Traktionsleistung abgeschaltet, die Hauptschalter ausgeschaltet und die Stromabnehmer gesenkt. Nach Durchfahren der Trennstelle erfolgt die Reaktivierung ebenfalls durch die Sicherungstechnik. Den Zugbeeinflussungseinrichtungen werden darüber hinaus relevante Daten über die Konfiguration des Zuges und den Status wesentlicher technischer Systeme übergeben; umgekehrt werden dem zentralen Zugsteuergerät (ZSG) Statusinformationen und besondere Anforderungen an die Zugsteuerung (z. B. Phasentrennstellen) übermittelt. Im französischen Netz erfolgt die Umschaltung zwischen analogem Zugbahnfunk und dem GSM-R-Digitalfunk durch einen neu eingebauten Balisenkoordinator ebenfalls automatisch.
Der Wechsel der Stromabnehmer erfolgt in Frankreich automatisch bei einem Führerraumwechsel, wenn der Zug sich nicht bewegt und keine Leistung aufgeschaltet ist. Nur wenn der in Fahrtrichtung nachlaufende Stromabnehmer gehoben ist, kann die zulässige Höchstgeschwindigkeit von 320 km/h gefahren werden. Liegt der in Fahrtrichtung führende Stromabnehmer an der Oberleitung an, wird die Höchstgeschwindigkeit des Zuges automatisch auf 300 km/h begrenzt. Aufgrund des geringen Abstands der auf den Wagen 4 und 5 angebrachten Stromabnehmer ist eine Fahrt mit beiden gehobenen Stromabnehmern nicht zulässig und gesperrt.
Im Netz der SNCF stehen drei Oberstromklassen zur Verfügung (1,5 kV, 25 kV Altnetz, 25 kV Schnellfahrstrecke). In Abhängigkeit von Zugkonfiguration, des gewählten Stromsystems und der befahrenen Streckenklasse (Alt-/Neubaustrecke) wird eine Oberstrombegrenzung festgelegt. Sie liegt im 25-kV-Netz zwischen 160 und 450 Ampere bei Einfachtraktion.
Die Wirbelstrombremse darf in Frankreich nur auf der LGV Est eingesetzt werden und wird nicht auf das Bremsgewicht angerechnet. Sie steht nur im 25-kV-Stromsystem nach entsprechender Freigabe durch das Zugbeeinflussungssystem TVM für Betriebs- beziehungsweise Schnellbremsungen zur Verfügung. Sie wird erst ab 220 km/h zugeschaltet und ist in ihrer Wirkung um etwa die Hälfte reduziert.
Die Außentüren wurden für niedrige Bahnsteige und für Notöffnungen angepasst. Neben der Schließung wurde auch die vollständige Öffnung der Türen und Trittstufen in die Überwachung aufgenommen.

## Übersicht und Zustand der Triebzüge
| Triebzugnummer Namensgebung                                                                                                   | Indienststellung                            | Letzter Einsatz im Fahrgastverkehr | Außerbetriebnahme | Auslands- zulassungen                                                       | Umbauten oder Umrüstungen | Unfälle oder besondere Vorkommnisse Allgemeine Bemerkungen |
| --- | ------------------------------------------- | ---------------------------------- | ----------------- | --------------------------------------------------------------------------- | --- | --- |
| Tz 4601 Europa/Europe (seit 22. Mai 2019)                                                                                     | 25. Juli 2001                               | 16. April 2025                     | April 2025        | Belgien (ETCS), Niederlande                                                 | | seit 23. Mai 2019 mit blauem anstelle eines roten Zierstreifens Am 12. April 2025 fand eine offizielle Abschiedsfahrt für geladene Gäste und Eisenbahnfans von Hannover nach Amsterdam und von Amsterdam nach Frankfurt am Main über Köln statt. Die ICE mit den Nummern 13406 und 25 wurden aus den Triebzügen 4601 „Europa“ und 4651 „Amsterdam“ gebildet und mit einer mehrsprachigen Sonderbeklebung versehen. Dazu wurden noch die Landesflaggen aller Länder angebracht, die der ICE International in den 25 Jahren angefahren hat. |
| Tz 4602 Euregio Maas-Rhein (seit 17. Februar 2020)                                                                            | 30. Juli 2001                               | 16. April 2025                     | April 2025        | Belgien (ETCS), Niederlande                                                 | | |
| Tz 4603 Mannheim (seit 24. Februar 2003)                                                                                      | 12. August 2000                             | 15. April 2025                     | April 2025        | Belgien (ETCS), Niederlande                                                 | | Dieser Triebzug erreichte am 3. September 2001 bei einer Zulassungsfahrt zwischen Rathenow und Wolfsburg eine Höchstgeschwindigkeit von 368,4 km/h. Das ist die höchste Geschwindigkeit, die ein nicht modifizierter Serienzug in Deutschland jemals erreicht hat. |
| Tz 4604 Brussel/Bruxelles (seit 28. November 2016)                                                                            | 11. August 2000                             | 13. April 2025                     | April 2025        | Belgien (ETCS), Niederlande                                                 | Die beschädigten Wagen 406 004 und 104 aus dem Triebzug wurden 2023 durch Wagen 406 054 und 154 aus dem abgestellten Triebzug 4654 ersetzt.                 | Am 10. November 2022 musste der Triebzug 4604 in Köln/Bonn Flughafen als ICE 814 von Frankfurt(Main)Hbf nach Köln Messe/Deutz seine Fahrt vorzeitig beenden, da es im Wagen 406 104 zu einem Brand im Schaltschrank gekommen ist. Der betroffene Wagen wurde erheblich beschädigt, auch der Endwagen erster Klasse wurde durch den Rauch beschädigt. Bei diesem Zwischenfall gab es nach Presseangaben eine Person mit leichter Rauchgasvergiftung. |
| Tz 4605 Würzburg (vom 20. November 2002 bis 17. Juli 2006)                                                                    | 1. November 2000                            | 15. April 2025                     | April 2025        | Belgien, Niederlande                                                        | Umbau zu Tz 4680 17. Juli 2006 | |
| Tz 4680 Würzburg (seit 17. Juli 2006)                                                                                         | 17. Juli 2006                               | 15. April 2025                     | April 2025        | Frankreich, Niederlande (2006–2014) Belgien (ETCS), Niederlande (2014–2025) | | Premierenfahrt am 25. Mai 2007 mit geladenen Gästen über die LGV Est européenne nach Paris |
| Tz 4606 Limburg an der Lahn (vom 24. Januar 2004 bis 8. November 2006)                                                        | 24. Dezember 2002                           | 13. August 2024                    | September 2024    | Belgien, Niederlande                                                        | Umbau zu Tz 4683 8. November 2006 | |
| Tz 4683 Limburg an der Lahn (seit 8. November 2006)                                                                           | 8. November 2006                            | 13. August 2024                    | September 2024    | Frankreich, Niederlande (2006–2014) Belgien (ETCS), Niederlande (2014–2025) | Wagen 406 783 wurde im Juni 2024 durch die Wagen 406 785 aus dem abgestellten Triebzug 4685 ersetzt.                                                        | Stand zwischen September 2024 und April 2025 im SSM Leipzig-Engelsdorf und wurde am 17. April 2025 zur Verschrottung nach Espenhain überführt. |
| Tz 4607 Hannover (seit 8. Januar 2003)                                                                                        | 1. November 2000                            | 14. März 2025                      | März 2025         | Belgien (ETCS), Niederlande                                                 | | Dieser Triebzug eröffnete am 25. Juli 2002 zusammen mit dem Triebzug 318 der Reihe 403 die Schnellfahrstrecke Köln–Rhein/Main. |
| Tz 4608 | 3. Mai 2001                                 | 17. August 2010                    | 7. Juli 2011      | Belgien, Niederlande                                                        | Umbau zu Tz 4681 (18. Juli 2006) | Erster ICE-Triebzug, welcher im Rahmen von Zulassungsfahrten in Belgien und Frankreich am 7. Juli 2003 die Stadt Paris erreichte. In einem symbolischen Akt wurde er dabei mechanisch mit dem TGV-Triebzug 509 gekuppelt, um das Zusammenwachsen des europäischen Hochgeschwindigkeitsverkehrs zu verdeutlichen. |
| Tz 4681 | 18. Juli 2006                               | 17. August 2010                    | 7. Juli 2011      | Frankreich, Niederlande                                                     | | Am 17. August 2010 prallte der Triebzug 4681 als ICE 9556 (Frankfurt/Main–Paris) auf der Bahnstrecke Ludwigshafen–Saarbrücken in Lambrecht bei Neustadt an der Weinstraße mit einem zuvor ins Gleis gestürzten Müllwagen zusammen. Die örtlich zulässige Geschwindigkeit beträgt 100 km/h, die Kollision erfolgte mit etwa 81 km/h. Die beiden vorderen Wagen des Triebzuges entgleisten und wurden beschädigt; der führende Endwagen wurde seitlich auf ganzer Länge aufgeschlitzt. 18 Menschen wurden verletzt. Eine überschlägige Schätzung ging von einem Schaden von 1,5 Millionen Euro aus. Die Wagen 406 081 und 181 wurden verschrottet. Das Landgericht Frankenthal schlug Anfang 2013 einen Vergleich vor, wonach die Versicherung des Entsorgungsunternehmens die Hälfte des 12-Millionen-Euro-Schadens übernimmt. Die Haftpflichtversicherung der Gemeinde Lindenberg soll 2,8 Millionen Euro tragen, den Rest die Haftpflichtversicherung der Deutschen Bahn. Die Anwälte der drei Versicherungen stimmten dem Vergleich zu. Die Straße wurde nach dem Unfall umgebaut. Der schwer beschädigte Triebzug wurde durch einen Triebzug der Baureihe 407 ersetzt. |
| Tz 4609 Köln (vom 10. Dezember 2002 bis 13. April 2006)                                                                       | 22. Dezember 2000                           | 16. April 2025                     | April 2025        | Belgien, Niederlande                                                        | Umbau zu Tz 4682 13. April 2006 | |
| Tz 4682 Köln (seit 13. April 2006)                                                                                            | 13. April 2006                              | 16. April 2025                     | April 2025        | Frankreich, Niederlande (2006–2014) Belgien (ETCS), Niederlande (2014–2025) | | Am 16. Mai 2008 geriet ein Wagen des ICE 3MF, der als ICE 9554 auf der LGV Est européenne fuhr, in der Nähe von Paris in Brand. Die rund 300 Fahrgäste mussten den Zug auf offener Strecke verlassen und erreichten Paris mit einer Verspätung von rund drei Stunden mit einem TGV-Ersatzzug. Die Strecke war infolge des Brandes ab 16:40 Uhr für zwei Stunden gesperrt. Als Ursache gilt ein Schaden an einem Fahrmotorlager. Der betroffene Triebzug 4682 (Köln) ging erst Ende Dezember 2008 wieder in Betrieb. |
| Tz 4610 Frankfurt am Main (seit 4. November 2002)                                                                             | 20. September 2000                          | 16. April 2025                     | April 2025        | Belgien (ETCS), Niederlande                                                 | | Dieser Triebzug wurde 2024 für Begegnungsversuche mit Güterzügen eingesetzt. Diese waren notwendig, um zu prüfen, ob die Höchstgeschwindigkeit in den Tunneln auf den Schnellfahrstrecken Hannover–Würzburg und Mannheim–Stuttgart auf 280 und zukünftig auf 300 km/h angehoben werden können. |
| Tz 4611 Düsseldorf (vom 9. Dezember 2002 bis 25. Februar 2025)                                                                | 26. Mai 2000                                | 16. April 2025                     | April 2025        | Belgien (ETCS), Niederlande                                                 | | |
| Tz 4612 Montabaur (vom 9. Dezember 2002 bis 17. September 2006) Forbach-Lorraine (vom 17. September 2006 bis 20. Januar 2007) | 25. Mai 2000                                | 2. März 2025                       | März 2025         | Belgien, Niederlande                                                        | Umbau zu Tz 4684 20. Januar 2007 | |
| Tz 4684 Forbach-Lorraine (seit 20. Januar 2007)                                                                               | 20. Januar 2007                             | 2. März 2025                       | März 2025         | Frankreich, Niederlande (2007–2014) Belgien (ETCS), Niederlande (2014–2025) | | Am 8. Juli 2008, gegen 16 Uhr, prallte der ICE 9555 auf der Fahrt von Paris nach Frankfurt, im Bereich des Haltepunktes Kennelgarten (bei Kaiserslautern) bei rund 100 km/h mit einem Baustellenfahrzeug zusammen, das sich im Schotter festgefahren hatte. Sechs Wagen des Triebzuges 4684 wurden beschädigt. Von den rund 400 Fahrgästen wurde niemand verletzt. Nach einer zweistündigen Streckensperrung konnte der beschädigte Zug aus eigener Kraft bis Kaiserslautern weiterfahren. Nach diesem Unfall wurde kurzzeitig überlegt, aus den Triebzügen 4682 und 4684 eine einsatzfähige Garnitur zusammenzustellen. Der Triebzug wurde am 17. April 2025 ins SSM Mukran gefahren. |
| Tz 4613 Schwäbisch Hall (vom 16. September 2004 bis 28. April 2007)                                                           | 26. Mai 2000                                | 13. März 2024                      | Juni 2024         | Belgien, Niederlande                                                        | Umbau zu Tz 4685 28. April 2007 | |
| Tz 4685 Schwäbisch Hall (seit 28. April 2007)                                                                                 | 28. April 2007                              | 13. März 2024                      | Juni 2024         | Frankreich, Niederlande (2007–2014) Belgien (ETCS), Niederlande (2014–2025) | | Fuhr im Oktober 2010 als erster ICE-Triebzug durch den Eurotunnel nach London. Nach einem Kabelbrand im Bereich eines Führerstandes am 13. März 2024 ist dieser Triebzug abgestellt. Von Juni bis Oktober 2024 war der Triebzug ohne den Wagen 406 785 im Stillstandsmanagement (SSM) in Leipzig-Engelsdorf abgestellt, der Wagen 406 785 wurde als Ersatz in Triebzug 4683 eingereiht. Im Oktober 2024 wurden die Reste von diesem Triebzug verschrottet. |
| Tz 4651 Amsterdam (vom 6. Oktober 2003 bis 12. März 2025)                                                                     | 20. Oktober 2000 Redesign seit 1. März 2019 | 15. April 2025                     | April 2025        | Belgien (ETCS), Niederlande                                                 | | Eigentum NS International Am 12. April 2025 fand eine offizielle Abschiedsfahrt für geladene Gäste und Eisenbahnfans von Hannover nach Amsterdam und von Amsterdam nach Frankfurt am Main über Köln statt. Die ICE mit den Nummern 13406 und 25 wurden aus den Triebzügen 4601 „Europa“ und 4651 „Amsterdam“ gebildet und mit einer mehrsprachigen Sonderbeklebung versehen. Dazu wurden noch die Landesflaggen aller Länder angebracht, die der ICE International in den 25 Jahren angefahren hat. |
| Tz 4652 Arnhem (seit 20. März 2003)                                                                                           | 13. Oktober 2000                            | 23. März 2025                      | April 2025        | Belgien (ETCS), Niederlande                                                 | | Eigentum NS International |
| Tz 4653 | 7. Juni 2000                                | 15. April 2025                     | April 2025        | Belgien (ETCS), Niederlande                                                 | | Eigentum NS International |
| Tz 4654 | 23. Oktober 2000                            | 30. August 2023                    | November 2023     | Belgien (ETCS), Niederlande                                                 | Die beschädigten Wagen 406 554 und 654 aus dem Triebzug wurden im Dezember 2011 durch die Wagen 406 581 und 681 aus dem abgestellten Triebzug 4681 ersetzt. | Am 11. Januar 2011 fuhr in den Niederlanden zwischen Arnhem und Emmerich dem Triebzug 4654 (eingesetzt als ICE 123) ein Güterzug in die Flanke, woraufhin der führende Wagen des ICE entgleiste und der zweite Wagen ebenfalls beschädigt wurde. Unglücksursache war der Diebstahl von Kupferkabeln. Seit 1. Januar 2012 gehört er buchmäßig der DB Fernverkehr AG und nicht mehr NS International. Wagen 406 054 und 406 154 als Ersatz nach einem Brand in Triebzug 4604 eingereiht. |

Anmerkungen
Tzxxx = interne Triebzugnummer, außen über den Drehgestellen angeschrieben
Aufgrund von Neulackierungen fahren zeitweise einige Triebzüge ohne Beschriftung, bahnintern sind sie jedoch weiterhin mit ihrem Namen vermerkt.
- Ein Großteil der Triebzüge trug zwischen 2019 und 2023 für einige Zeit einen grünen Zierstreifen mit der Aufschrift „Deutschlands schnellster Klimaschützer“ an den Endwagen.[83] Seit Frühjahr 2022 werden alle grünen Zierstreifen und Klimaschutz-Schriftzüge bei Instandhaltungsarbeiten wieder durch normale rote Streifen ersetzt, eine Erneuerung der Beklebung findet nicht mehr statt.